# Ferrovia dell'Alto Reno
La ferrovia dell'Alto Reno (in tedesco Hochrheinbahn) è una linea ferroviaria a carattere internazionale gestita dalle DB e dalle FFS; collega Basilea, in Svizzera, a Costanza, in Germania, percorrendo l'alta valle del Reno.

## Storia
Venne costruita dalle Ferrovie Statali del Granducato di Baden nell'ambito della costruzione dell'importante itinerario da Mannheim attraverso la valle del Reno fino a raggiungere il Lago di Costanza.
La prima parte da Basilea (stazione badese), a Bad Säckingen venne aperta il 4 febbraio 1856 e il 30 ottobre dello stesso anno venne raggiunta Waldshut. La ferrovia raggiunse Costanza solo a giugno del 1863, tuttavia il 18 agosto 1859 da Waldshut era stata raggiunta Koblenz.
Dal 1987, il percorso è a doppio binario tra Waldshut e Beringen. Il tratto tra Laufenburg e Murg è stato raddoppiato recentemente.
La linea è elettrificata solo in parte a 15.000 volt, corrente alternata monofase a 16 2/3 Hz:
- nel 1977 la tratta Singen-Costanza, contemporaneamente all'elettrificazione della tratta Villingen-Singen della Schwarzwaldbahn[3];
- nel 1989 la tratta Sciaffusa-Singen, la cui linea aerea permette la circolazione dei rotabili elvetici[4];
- nel 2013 la tratta Erzingen-Sciaffusa[5].

## Voci correlate

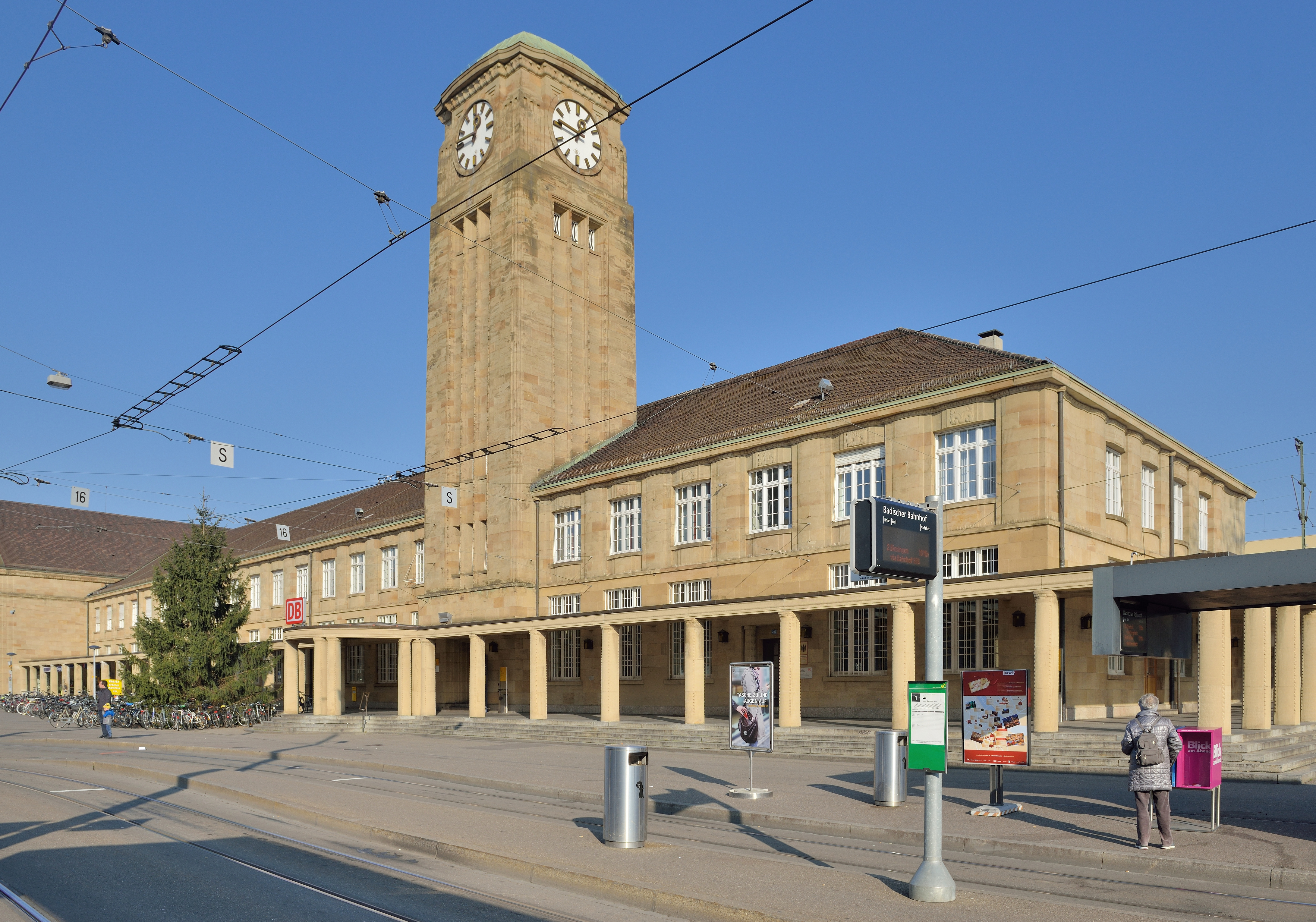
Basel Badischer Bahnhof
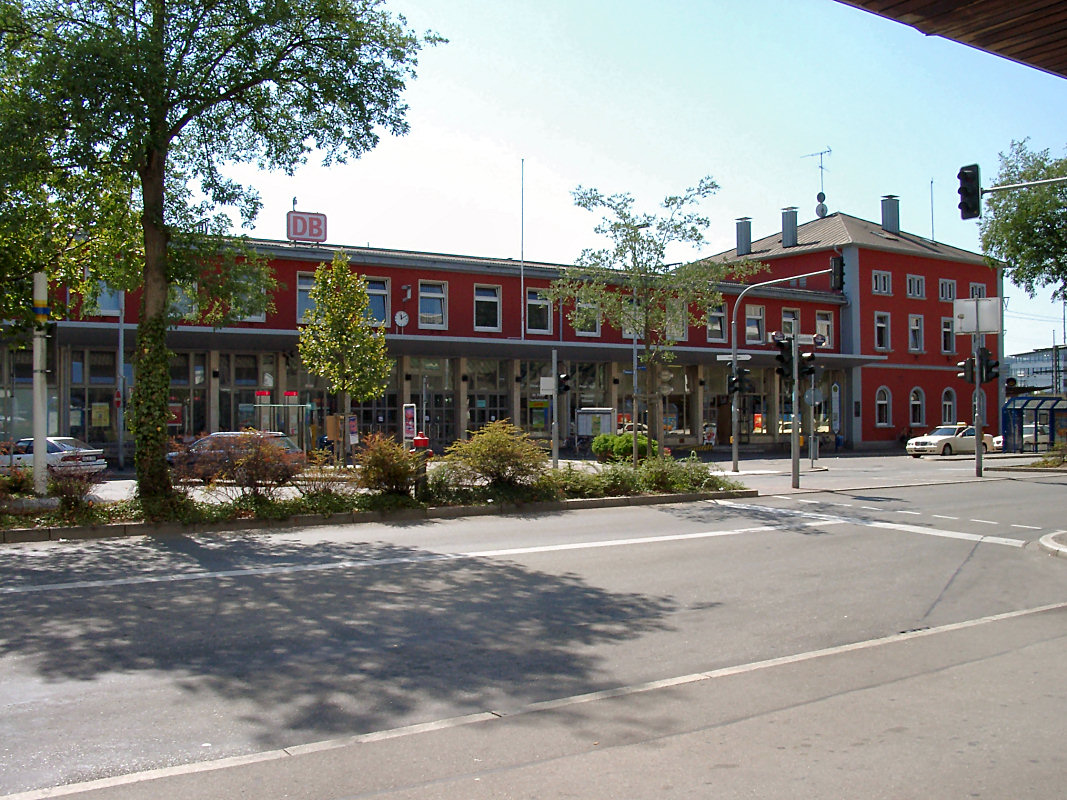
Singen, stazione

## Caratteristiche

### Percorso
| Straight track |

| Station on track |

| Unknown route-map component "ABZglr" |

| Restricted border on track |

| Station on track |

| Stop on track |

| Stop on track |

| Unknown route-map component "SKRZ-Ao" |

| Station on track |

| Stop on track |

| Stop on track |

| Stop on track |

| Unknown route-map component "eABZg+l" |

| Stop on track |

| Stop on track |

| Non-passenger station/depot on track |

| Stop on track |

| Stop on track |

| Station on track |

| Stop on track |

| Station on track |

| Unknown route-map component "ABZgr" |

| Stop on track |

| Stop on track |

| Station on track |

| Unknown route-map component "ABZgl" |

| Stop on track |

| Station on track |

| Restricted border on track |

| Stop on track |

| Station on track |

| Station on track |

| Station on track |

| Stop on track |

| Unknown route-map component "ABZg+r" |

| Station on track |

| Unknown route-map component "ABZgr" |

| Stop on track |

| Unknown route-map component "SKRZ-Au" |

| Station on track |

| Restricted border on track |

| Stop on track |

| Unknown route-map component "SKRZ-Au" |

| Station on track |

| Unknown route-map component "ABZg+l" |

| Station on track |

| Unknown route-map component "ABZgr" |

| Stop on track |

| Stop on track |

| Station on track |

| Unknown route-map component "ABZgl" |

| Stop on track |

| Stop on track |

| Stop on track |

| Stop on track |

| Stop on track |

| Stop on track |

| Station on track |

| Unknown route-map component "hKRZWae" |

| Station on track |

| Restricted border on track |

| Unknown route-map component "BS2+l" | Unknown route-map component "BS2+r" |

| Unknown route-map component "ABZg+l" | Unknown route-map component "ABZg+r" |

| Station on track | Straight track |

| One way rightward | Straight track |

|  | Station on track |

|  | One way leftward |